# Haraucourt (Meurthe-et-Moselle)
Haraucourt é uma comuna francesa na região administrativa do Grande Leste, no departamento de Meurthe-et-Moselle. Estende-se por uma área de 12.48 km², e possui 735 habitantes, segundo o censo de 2018, com uma densidade de 59 hab/km².